# Мілтон Рокич
Мілтон Рокич (англ. Milton Rokeach; 27 грудня 1918, Грубешів, Польща — 25 жовтня 1988, Лос-Анджелес, США) — американський психолог польського походження.

## Життєпис
Починав психіатром, але більшість кар'єри присвятив вивченню особистих і суспільних цінностей.
Професор соціальної психології Університету штату Мічиган, а потім Університету штату Вашингтон, де викладав психологію та соціологію.

## Основні ідеї
Розробив власну концепцію ціннісних орієнтацій особистості, розуміючи під цінністю стійке переконання в принциповій перевазі деяких цілей або способів існування перед іншими. Згідно з Рокичем, ціннісна орієнтація так чи інакше впливає на будь-які суспільні явища. При цьому Рокич вважає, що людські цінності відносно нечисленні й зорганізовані в системи цінностей, причому всі люди володіють одними й тими самими цінностями, хоча й неоднаковою мірою. Розділивши всі цінності на термінальні (що стосуються цілей індивідуального існування) та інструментальні (пов'язані зі способом дій і досягнення цілей), Рокич провів на рубежі 1960-70-х рр. широкомасштабні польові дослідження на загальнонаціональній американській вибірці, пропонуючи респондентам ієрархічно ранжирувати цінності з двох списків; потім Рокич проаналізував кореляцію результатів зі статтю, віком, доходом, освітою та іншими властивостями опитаних.
На думку Д. Леонтьєва, дослідження Рокіча були «найбагатшим і методично обґрунтованим напрямом дослідження ціннісних уявлень».
Тестовий матеріал для дослідження цінностей, запропонований Рокичем
Список А (термінальні цінності):
- активне діяльне життя (повнота та емоційна насиченість життя);
- життєва мудрість (зрілість суджень і здоровий глузд, що досягаються життєвим досвідом);
- здоров'я (фізичне та психічне);
- цікава робота;
- краса природи та мистецтва (переживання прекрасного в природі та мистецтві);
- любов (духовна та фізична близькість з коханою людиною);
- матеріально забезпечене життя (відсутність матеріальних труднощів);
- наявність добрих та вірних друзів;
- громадське визнання (повага оточуючих, колективу, товаришів по роботі);
- пізнання (можливість розширення своєї освіти, кругозору, загальної культури, інтелектуальний розвиток);
- продуктивне життя (максимально повне використання своїх можливостей, сил та здібностей);
- розвиток (робота над собою, постійне фізичне та духовне вдосконалення);
- розваги (приємне, необтяжливе проведення часу, відсутність обов'язків);
- свобода (самостійність, незалежність у судженнях та вчинках);
- щасливе сімейне життя;
- щастя інших (достаток, розвиток та вдосконалення інших людей, всього народу, людства в цілому);
- творчість (можливість творчої діяльності);
- впевненість у собі (внутрішня гармонія, свобода від внутрішніх протиріч, сумнівів).

Список Б (інструментальні цінності) :
- акуратність (охайність), уміння утримувати в порядку речі, порядок у справах;
- вихованість (хороші манери);
- високі запити (високі вимоги до життя та високі домагання);
- життєрадісність (почуття гумору);
- старанність (дисциплінованість);
- незалежність (здатність діяти самостійно, рішуче);
- непримиренність до недоліків у собі та інших;
- освіченість (широта знань, висока загальна культура);
- відповідальність (почуття обов'язку, вміння тримати слово);
- раціоналізм (уміння здорово та логічно мислити, приймати обдумані, раціональні рішення);
- самоконтроль (стриманість, самодисципліна);
- сміливість у відстоюванні своєї думки, поглядів;
- тверда воля (уміння наполягти своєму, не відступати перед труднощами);
- терпимість (до поглядів та думок інших, вміння прощати іншим їхні помилки та помилки);
- широта поглядів (уміння зрозуміти чужу точку зору, поважати інші уподобання, звичаї, звички);
- чесність (правдивість, щирість);
- ефективність у справах (працелюбність, продуктивність у роботі);
- чуйність (дбайливість).

## Нагороди
Отримав почесну медаль Курта Левіна на конгресі Американської психологічної асоціації у 1984 році та премію Гарольда Лассуелл від Міжнародної асоціації політичної психології у 1988 році.

## Публікації
| Рік  | Українська назва               | Оригінальна назва              |
| ---- | ------------------------------ | ------------------------------ |
| 1960 | Відкритий та закритий розум    | The Open and Closed Mind       |
| 1968 | Вірування, відносини, цінності | Beliefs, Attitudes, and Values |
| 1964 | Три Христа Іпсіланті           | The Three Christs of Ypsilanti |
| 1973 | Природа людських цінностей     | The Nature of Human Values     |